# Калінінська АЕС
Калінінська атомна електростанція — діюча атомна електростанція, розташована на півночі Тверської області за 120 км від міста Твер. Відстань до Москви — 360 км, до Санкт-Петербурга — 320 км. Майданчик АЕС знаходиться на південному березі озера Удомля і біля однойменного міста. Загальна площа, що займає КАЕС, становить 287,37 га.

## Про станцію
Калінінська АЕС є філією концерну «Росенергоатом». У складі Калінінської АЕС чотири енергоблоки з водо-водяними енергетичними реакторами (ВВЕР-1000) встановленою потужністю 1000 МВт кожен.
Через відкритий розподільний пристрій Калінінська АЕС видає потужність в Об'єднану енергосистему Центру по високовольтних лініях на Твер, Москву, Санкт-Петербург, Володимир, Череповець. Завдяки своєму географічному розташуванню станція здійснює високовольтний транзит електроенергії.
Видача виробленої електроенергії здійснюється у вісім регіонів Росії мережами ВАТ «ФСК ЄЕС» через:
- ПС «Опитна» — 750 кВ (через неї — на Московське енергетичне кільце)
- ПС «Білозерська» — 750 кВ
- ПС «Ленінградська» — 750 кВ
- ПС «Володимирська» — 750 кВ
- ПС «Грибово» — 750 кВ
- ПС «Нова» — 330 кВ

## Інформація по енергоблоках
| Енергоблок | Тип реакторів | Потужність | Потужність | Початок будівництва | Підключення до мережі | Введення в експлуатацію | Закриття    |
| Енергоблок | Тип реакторів | Чистий     | Брутто     | Початок будівництва | Підключення до мережі | Введення в експлуатацію | Закриття    |
| ---------- | ------------- | ---------- | ---------- | ------------------- | --------------------- | ----------------------- | ----------- |
| Калінін-1  | ВВЕР-1000/338 | 950 МВт    | 1000 МВт   | 01.02.1977          | 09.05.1984            | 12.06.1985              | 2033 (план) |
| Калінін-2  | ВВЕР-1000/338 | 950 МВт    | 1000 МВт   | 01.02.1982          | 03.12.1986            | 03.03.1987              | 2038(план)  |
| Калінін-3  | ВВЕР-1000/320 | 950 МВт    | 1000 МВт   | 01.10.1985          | 16.12.2004            | 08.11.2005              | 2034 (план) |
| Калінін-4  | ВВЕР-1000/320 | 950 МВт    | 1000 МВт   | 01.08.1986          | 24.11.2011            | 25.12.2012              | 2041 (план) |